# Kono danshi, uchu-jin to tatakaemasu.
Kono danshi, uchu-jin to tatakaemasu. (この男子、宇宙人と戦えます。? lett. "Questo ragazzo può combattere gli alieni") è un anime OAV ideato e diretto da Soubi Yamamoto, regista di videogiochi dating sim shōnen'ai. Uscito in edizione OAD il 10 ottobre 2011 per il mercato nipponico, l'episodio si prefigura come capostipite della serie Konodan"(abbreviazione di "questo ragazzo") che vede come successore ideale Kono danshi, ningyo hiroimashita.

## Influenze
La regista ed ideatrice ha riconosciuto ufficialmente che la propria produzione e il proprio lavoro sono stati profondamente influenzati da Makoto Shinkai ed in particolare da La voce delle stelle.

Kakashi

## Trama
La Terra è stata invasa dagli alieni e l'unico a poterli combattere e sconfiggere è Kakashi, un ragazzo dal passato misterioso. A prendersi cura di Kakashi vi sono Arikawa e Shiro, due giovani impiegati del ministero degli affari extraterrestri, una sezione governativa così segreta ed esclusiva che, ad eccezione dei tre ragazzi e del loro capo, non vi è coinvolto altro personale.
La vita scorre tranquilla e monotona, scandita solo dall'attacco giornaliero degli invasori spaziali contro il singolo Kakashi finché quest'ultimo non comincia a porsi delle domande sulla propria natura e il proprio operato. Quando Shiro riesce a convincerlo ad aggiustare il telefono cellulare cui tiene moltissimo e di cui non si separa mai - unico lascito della sua nebulosa vita passata - si scopre che, da quando è rimasto inattivo, l'apparecchio non ha ricevuto alcun messaggio o chiamata non risposta: dunque nessuno ha cerato Kakashi durante la sua assenza.
Impazzito dalla delusione e dal dolore, l'unico guerriero terrestre fugge dalla casa che condivide coi due amici e colleghi, incerto sul da farsi. Rimasto solo di fronte alle file del potente esercito extraterrestre, Kakashi viene raggiunto da Arikawa che gli ricorda teneramente di quanto sia importante per lui. Il ragazzo, inoltre, gli chiarisce subito il malinteso: il telefono non più guasto non riceveva messaggi perché Kakashi non aveva rinnovato l'abbonamento telefonico! E così mostra all'amico le parole di incoraggiamento rivoltegli dai fan e dagli ammiratori dell'intera Terra. Kakashi, sapendo di non essere più solo, è pront a continuare a lottare per la sua casa, la Terra.

## Personaggi
Kakashi (カカシ?, Kakashi)
Doppiato da Ryohei Kimura
Vivace e spensierato, Kakashi apparentemente non sembra un ragazzo capace di porsi dubbi profondi. Tuttavia, sotto la superficiale trasparenza ed irruenza, nasconde un lato più meditativo ed insicuro che deve fare i conti con l'amnesia, il senso di solitudine e i dubbi sul proprio ruolo quale unico difensore della Terra.
Arikawa (有川?,  pronuncia giapponese )
Doppiato da Toshiyuki Toyonaga
Timido ed ansioso, Arikawa è un ragazzo premuroso e sempre attento ai bisogni altrui. Imbattutosi per caso in Kakashi, offrì al ragazzo cure ed una casa.
Shiro (シロ?,  pronuncia giapponese )
Doppiato da Daisuke Hirakawa
Il più grande dei ragazzi del ministero ed il più ligio al dovere. L'età e il carattere severo l'hanno reso di fatto la figura autoritaria del trio e il punto di riferimento per gli altri due colleghi. Questa posizione tuttavia non gli risparmia vivaci e scherzose dispute con Kakashi.
Haruka (青香?,  pronuncia giapponese )
Doppiato da Hideyuki Hayam
È uno degli amici di Kakashi, anche se non se lo ricordava.
Tōru (亨?,  pronuncia giapponese )
Doppiata da Megumi Han
È una delle amiche di Kakashi anche se non se la ricordava.
Yamamura (山村?,  pronuncia giapponese )
Doppiato da Yoshiyuki Shimozuma
Come Haruka e Tōru, Yamamura è uno degli amici di Kakashi.

## Colonna sonora
La canzone principale dell'anime, che accompagna il finale ed i titoli di coda è   ( 透明ノスタルジア?,  Tōmei nosutarujia) (letteralmente "Nostalgia trasparente") cantata da Akiko Shikata.